# Rudolph Moshammer

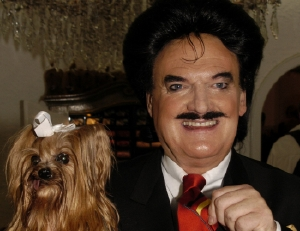
Moshammer en zijn hondje Daisy, een jaar voor zijn dood.

Rudolph Moshammer (München, 27 september 1940 (zelf hield hij het op 1945) - Grünwald bij München, 14 januari 2005) was een excentriek Duits modeontwerper die door moord om het leven is gekomen.

## Leven
Rudolph Moshammer studeerde detailhandel en begon in de jaren 60 mode te ontwerpen. Zijn mode-onderneming had hij van zijn moeder geërfd. Tot haar dood in 1993 werden zij vrijwel nooit zonder elkaar gezien in het openbaar.
Zijn mode genoot wereldwijde belangstelling en hij had dan ook vele beroemde klanten waaronder Arnold Schwarzenegger, koning Karel XVI Gustaaf van Zweden, tenor José Carreras en het illusionistenduo Siegfried & Roy.Vooral zijn stropdassen waren een groot succes.
Ook bij het grote publiek in Duitsland was hij goed bekend, want hij trok altijd veel aandacht met zijn excentrieke gedrag. Hij ging door het leven met een opvallend groot zwart kapsel en zijn Yorkshireterriër Daisy die hij altijd bij zich had. Moshammer bracht zelfs een serie hondenverzorgingsproducten op de markt vernoemd naar zijn Daisy en ook een kledingcollectie voor honden. Daisy, die na de dood van Moshammer werd verzorgd door zijn chauffeur, overleed op 24 oktober 2006 op 13-jarige leeftijd aan een infectie aan de luchtwegen.
Zijn verschijning is ook de reden waarom er vaak grappen over hem werden gemaakt door Duitse cabaretiers. Moshammer, die altijd graag weer aandacht trok, deed zelfs een keer mee aan de nationale voorronde van het Eurovisiesongfestival. Hij was ook de auteur van een aantal boeken.
Een van de redenen waarom hij geliefd was bij de Duitsers en in het bijzonder bij de inwoners van München was dat hij veel aan liefdadigheid deed. Vooral voor de daklozen had hij veel over.
Dit omdat zijn vader als dakloze overleed toen hij zelf nog maar een kind was.

## Bizarre dood
Op de ochtend van 14 januari 2005 werd hij vermoord gevonden door zijn chauffeur in zijn woning vlak bij München. Het ging duidelijk om een moord want hij was gesmoord met een telefoonsnoer. Zijn hondje werd levend in de woning aangetroffen. Moshammer was die avond uit eten geweest met zijn bekende, de zanger Roberto Blanco, en is daarna gezien, rijdend door München in zijn opvallende Rolls Royce. Er werd al snel gespeculeerd dat de dader uit het homoseksuele milieu kwam. Al snel nadat zijn dood bekend werd, werden de eerste bloemen voor zijn winkel gelegd.
Het bericht van zijn gewelddadig overlijden was waarschijnlijk voor de meeste Nederlanders de eerste keer dat ze van deze man hoorden.
De politie heeft in het huis en de auto van Moshammer en zelfs op zijn hondje Daisy naar DNA sporen gezocht, die ze ook vonden. De sporen waren van een bekende van de politie, een 25-jarige asielzoeker uit Irak. Deze werd snel opgepakt en bekende de daad.
De verdachte zou Moshammer hebben vermoord omdat hij weigerde te betalen voor een seksuele gunst. Na de moord had hij zijn hoofd kaal geschoren om minder herkenbaar te worden. Hij zegt heteroseksueel te zijn en een vriendin te hebben. De politie deed de arrestatie al een dag na de moord en maakte deze nog een dag later wereldkundig. Op dat moment was zijn testament nog steeds niet gevonden.
Op 22 januari werd Moshammer onder zeer grote publieke belangstelling bijgezet in het mausoleum, dat hij zo rond 1988 had laten bouwen voor hem en zijn moeder.
Er was een grote menigte aanwezig op de begraafplaats, zo groot dat de dragers een extra rondje maakten met de kist zodat alle aanwezigen ook echt de kist even hadden gezien.
De hele uitvaart werd live uitgezonden op de Duitse televisie.
Na de bijzetting was er geen bijeenkomst voor de gasten van de uitvaart zoals gebruikelijk is, maar in plaats daarvan was er (zo was de wens van Moshammer zelf) een broodmaaltijd voor 400 daklozen uit München. Op zijn tombe staat 1940 als zijn geboortejaar en niet 1945 zoals hij zelf altijd had gezegd.
- Gemeinsame Normdatei: 119286475
- International Standard Name Identifier: 0000 0000 6675 3268
- MusicBrainz: 34ab95a6-78e3-4683-81e3-55ca381f2b5d
- RKD-Nederlands Instituut voor Kunstgeschiedenis: 332352
- Virtual International Authority File: 15576758
- WorldCat: E39PBJmP6C4qK3kBKb3FGc9VYP